# Stuck (film 2007)
Stuck è un film del 2007 diretto da Stuart Gordon. In Italia è uscito nel 2011 direttamente per il mercato home video.
Il film è basato sulla storia vera di Chante Jawan Mallard, una donna del Texas che ha ricevuto 50 anni di carcere per l'omicidio di un senzatetto, Gregory Biggs. Ha colpito Biggs, presumibilmente mentre guidava in stato alterato, e lui è rimasto bloccato nel suo parabrezza dopo la collisione. Tornò a casa, parcheggiò l'auto in garage con Biggs ancora incastrato, vivo e cosciente, nel parabrezza. Mentre lo faceva uscire per scusarsi con lui, non ha chiamato i soccorsi e lo ha lasciato morire. Mallard e due complici hanno poi portato il corpo in un parco locale, dove è stato trovato. È stata arrestata quattro mesi dopo (si era vantata dell'incidente a una festa). Il medico legale di Fort Worth e altri esperti hanno testimoniato al processo che le cure di base del primo soccorso avrebbero salvato la vita di Biggs.
Il film ha attirato alcune critiche per via del  whitewashing: l'attrice bianca Mena Suvari, in treccine, interpreta un personaggio basato su Chante Jawan Mallard, che è di origine afroamericana.

## Trama
A Providence, nello stato di Rhode Island, Thomas "Tom" Bardo sta vivendo una giornata particolarmente brutta. È stato sfrattato dal suo appartamento e l'hanno respinto ad un colloquio di lavoro.
La giovane Brandi Boski, badante in una casa di riposo, è in attesa di una possibile promozione al lavoro e festeggia passando la notte bevendo superalcolici e assumendo ecstasy prima di mettersi, incautamente, alla guida per tornare a casa. Sulla strada, Brandi investe Tom con la sua auto e lui rimane intrappolato nel parabrezza. Temendo di essere arrestata, Brandi continua la sua corsa verso casa, trascinando l'uomo. Questo strano viaggio si conclude nel garage di lei, che teme che l'incidente distruggerà la sua vita e decide di lasciarlo lì a morire lentamente. La mattina dopo, come se niente fosse, prende un taxi per andare al lavoro. Quando Tom si rende conto di essere intrappolato in un garage, cerca, dolorante, di fuggire.
Brandi chiede aiuto al suo ragazzo, Rashid, per uccidere Tom e sbarazzarsi del corpo. Nel frattempo, Tom riesce a liberarsi dal parabrezza, ma prima che possa scappare dal garage tornano Rashid e Brandi che lo bloccano. 
Rashid decide di sparare a Tom, apparentemente privo di sensi, con una pistola, ma questi, in realtà sveglio, riesce a sopraffare Rashid e a pugnalarlo ad un occhio con una penna, uccidendolo. Durante la rissa viene anche sparato un colpo. Arriva Brandi per controllare cosa sta succedendo. Tom sta provando ad avviare la macchina, quando la ragazza entra nel garage e lo ferma. Tom spintona Brandi e zoppica fuori dal garage verso la strada, portando con sé la pistola di Rashid.
Brandi insegue Tom, brandendo un martello trovato nel garage. Tom chiede a Brandi di restare indietro, non volendole sparare, ma lei lo aggredisce col martello, lo stordisce e lo trascina nel garage, dove, in preda al panico, inizia a versare benzina per bruciare sia lui che l'auto nella speranza che la polizia concluda che Tom ha fatto irruzione, ha ucciso Rashid ed è stato accidentalmente avvolto dalle fiamme mentre cercava di bruciare il garage. Tuttavia, Tom è in grado di intrufolarsi nell'auto, avviarla e bloccare Brandi contro il retro del garage.
Tom esce dall'auto e accende un fiammifero: le chiede perché non lo ha aiutato. Brandi risponde che non lo sa e continua a supplicarlo per la sua vita. Lui sceglie di risparmiarla e spegne il fiammifero. La ragazza improvvisamente alza la pistola di Rashid e spara a Tom, che si scansa abbassandosi accanto alla macchina. Il proiettile vagante raggiunge la benzina, dando fuoco al garage. Mentre lei, ancora incastrata tra l'auto e il muro, urla di dolore, Tom si dibatte davanti al garage e riesce a uscire, inciampa nel vialetto e crolla a terra mentre accorrono dei vicini, allertati dal fuoco. Tom viene aiutato a rialzarsi e si volta a guardare il garage in fiamme, dove le urla di Brandi si sono ormai placate.

## Produzione
Il film segna la prima produzione sotto la Amicus Productions. È stato girato a Saint John, New Brunswick, Canada.

## Distribuzione
Il film è stato presentato in anteprima il 21 maggio 2007 al mercato del cinema di Cannes. È stato anche proiettato al Toronto International Film Festival, all'Atlantic Film Festival, all'Edmonton International Film Festival, al Wisconsin Film Festival, al Philadelphia Film Festival e al RiverRun International Film Festival. Stuck ha esordito in versione ridotta negli Stati Uniti il 30 maggio 2008.

## Accoglienza
Stuck ha ricevuto recensioni generalmente favorevoli dalla critica. Rotten Tomatoes ha riferito che il 72% dei critici ha dato giudizi positivi sul film, sulla base di 82 recensioni. Metacritic ha riportato che il film ha avuto un punteggio medio di 61 su 100, basato su 25 recensioni.
Stephen Holden del New York Times ha definito il film un "piccolo thriller cupo ed esperto". Holden ha paragonato il personaggio di Tom Bardo e l'ambientazione al film del 2005 Edmond di Stuart Gordon (in cui è apparsa anche Suvari). Holden ha scritto: "Stuck, anche se non è strettamente un film horror, è intriso di sangue e porta con sé un filo di umorismo da forca beffardo, implacabile come quello di Sweeney Todd". Holden ha affermato che il film "è eccezionale perché i suoi personaggi si sentono come persone reali immerse in una situazione disorientante in cui si comportano come mostri". Ken Fox di Guida TV ha dato al film 3 stelle su 4 e ha definito il film "un thriller avvincente ed estremamente macabro. E per quanto strano possa sembrare dato l'argomento, è anche sorprendentemente divertente". Fox ha elogiato la sceneggiatura di John Strysik, definendola "neramente divertente" e ha detto "Rea fa un bel po' con un ruolo che lo tiene a faccia in giù e sanguina come un maiale bloccato per la maggior parte del film, ma questo è sicuramente lo spettacolo di Suvari".
Robert Wilonsky di The Village Voice ha detto: "Stuck è sia cupamente comico che disgustoso; il solo nome riduce il crimine a uno scherzo malato". Joe Leydon di Variety ha detto: Stuck è ingegnosamente cattivo e spesso incredibilmente divertente in quanto peggiora progressivamente una situazione molto brutta, quindi fornisce un potente payoff ..." Ha inoltre definito il film" "una farsa cupamente comica" e ha detto che potrebbe generare un seguito di culto attraverso un "rollout teatrale accuratamente calibrato, soprattutto se genera buzz in regioni chiave della blogosfera." Leydon ha definito la sceneggiatura "furba" e il regista Stuart Gordon "stabilisce un tono di cupa ilarità da realtà aumentata all'inizio." Leydon ha detto che il film "nel complesso ha l'aspetto e l'atmosfera di un film di serie B. Che sia dovuto a limitazioni di budget o ispirazione artistica, serve bene il materiale."
JR Jones del Chicago Reader ha dichiarato: "Come indica il titolo di questa commedia splatter dello sceneggiatore-regista Stuart Gordon (Re-Animator), [Tom] è come un insetto attaccato al suo parabrezza, e questo riguarda il livello di umanità e intuizione che ci si può aspettare qui."
Il film è apparso nella top ten della critica dei migliori film del 2008. Nathan Rabin di The AV Club lo ha nominato il settimo miglior film del 2008, e Scott Tobias di The AV Club lo ha nominato il decimo miglior film del 2008.
Nel libro The New American Crime Film, lo studioso Matthew Sorrento descrive il film come "un foraggio mediatico diffuso per creare una storia di tormento isolato che è, come Edmond , minimalista e assurdo[...] si muove al di sotto del giudizio morale per rappresentare l'umanità di chi si trova in difficoltà".

## Incassi
Il film è uscito in versione ridotta negli Stati Uniti il 30 maggio 2008 e ha incassato $8.844 in 2 sale. È stato proiettato in ben 16 cinema a partire dal 6 giugno 2008.
Il film ha incassato $146.154 in tutto il mondo: $67.505 negli Stati Uniti e $78.649 in altri territori.

## Premi e nomination
Il regista Stuart Gordon ha vinto il premio Silver Raven al Brussels International Festival of Fantasy Film e anche lo Staff Prize for Narrative Feature al San Francisco Indiefest per il film.

## Riconoscimenti
- 2008 - Festival internazionale del cinema fantastico di Bruxelles
  - Corvo d'Argento